# Кызылжар (Иртышский район)
Кызылжар (каз. Қызылжар, до 1998 года — Заречное) — село в Иртышском районе Павлодарской области Казахстана. Расположено в 180 км к северо-западу от областного центра — Павлодара и в 10 км к северу от районного центра — Иртышска. Административный центр Кызылжарского сельского округа. Код КАТО — 554651100.

## История
В 1954 году был организован целинный зерновой совхоз «Иртышский» на базе бывшего колхоза «Кызылжар». Директором совхоза в 1954—1958 годах работал Герой Социалистического Труда Иван Петрович Перов. В 1964 году на базе совхоза была основана Павлодарская государственная опытная станция. С 1974 года — село было центральной усадьбой сельскохозяйственной семеноводческой станции «Павлодарская».

## Население
В 1985 году в селе проживали 1243 человека. В 1999 году население села составляло 1376 человек (669 мужчин и 707 женщин). По данным переписи 2009 года, в селе проживало 1443 человека (686 мужчин и 757 женщин).